# Хеб (окръг)
Окръг Хеб се намира в Карловарски край, Чехия с площ 1045.94 кв. км и население 93 112 души (2007). Административен център е град Хеб.